# Livingstonefälle
Livingstonefälle ist die Bezeichnung für eine Serie von Katarakten des afrikanischen Stroms Kongo zwischen dem Pool Malebo (früher Stanleypool) bei den Städten Brazzaville (Republik Kongo) und Kinshasa (Demokratische Republik Kongo) und der 350 km stromabwärts liegenden Stadt Matadi kurz vor dem Mündungstrichter des Kongo in den Atlantik.

## Beschreibung
Auf dieser Strecke durchquert  der Kongo die Niederguineaschwelle und verliert eine Höhe von insgesamt 274 m. Der gefällereichste Abschnitt sind die so genannten Inga-Fälle im unteren Abschnitt, die auf einer Strecke von kaum 30 km etwa 90 Höhenmeter überwinden, im Kernbereich sogar 40 m auf etwa 10 km Länge. Kaum einer dieser Katarakte kann allerdings als Wasserfall gelten. Die Katarakte der Livingstone-Fälle bilden jedoch bei einer Wasserführung von zirka 41.000 m³/s die mit Abstand wasserreichsten Stromschnellen der Erde.
Sie sind nach dem Afrikaforscher David Livingstone benannt, der sie allerdings nie gesehen hat.

## Infrastruktur
Im mittleren Teil der Inga-Katarakte wird ein Teil des Wassers zur Erzeugung elektrischer Energie zu den Inga-Staudämmen abgeleitet.
Die Livingstonefälle sind nicht schiffbar und so sind die Städte am Mittellauf des Kongo, wie Kinshasa oder Brazzaville, vom Meer aus trotz der gewaltigen Wasserfracht des Kongo nicht per Schiff zu erreichen.